# Operacja Silver-B
Silver-B (Silver B) – operacja wojskowa czechosłowackiego ruchu oporu na terenie Protektoratu Czech i Moraw podczas II wojny światowej, będąca wraz z operacjami Silver-A i Anthropoid chronologicznie czwartą tego typu akcją zorganizowaną przez Grupę Specjalną D.

## Uczestnicy operacji
- plutonowy Jan Zemek (ps. Jan Novák)
- starszy kapral Vladimír Škácha (ps. Vladimír Vácha) - radiotelegrafista

## Cele operacji
Zadaniem grupy było przekazanie zabranej ze sobą radiostacji Božena Centralnemu Komitetowi Krajowego Ruchu Oporu i pozostawanie do dyspozycji grupy Silver-A. 

## Przebieg operacji
Samolot Halifax Mk. II L9613/NF-V mający na pokładzie uczestników operacji Silver-A, Silver-B i Anthropoid wystartował z lotniska Tangmere 28 grudnia 1941 o godz. 22. Zrzut grupy Silver-B, będącej ostatnią w kolejce nastąpił 29 grudnia o godz. 2:56. Planowanym miejscem zrzutu były okolice Ždírca nad Doubravą, jednak ze względu na niedokładność nawigacji, wszystkie trzy grupy wylądowały kilkadziesiąt kilometrów od swoich celów, Silver-B w okolicy Kasaliček w pobliżu miejscowości Přelouč.
Radiostacja grupy Silver-B uszkodziła się przy lądowaniu. Zemkowi spadochron zawisł na drzewie i nie mogli go z niego zdjąć. Pomógł im dopiero rolnik Chvojka, z którym ścięli drzewo i u którego ukryli radiostację. Czekali bezskutecznie na hasło nadane przez BBC po którym mieli się zgłosić na adres awaryjny u Františka Buršy w Chrudimiu, jednak dowództwo w Londynie nie znając ich losów nie nadało go z obawy o ich bezpieczeństwo. Nadanie go też niewiele by zmieniło, gdyż Burša został aresztowany przez gestapo na miesiąc przed ich zrzutem. Zamiast tego Londyn przekazał 11 lutego 1942 grupie Silver-A adresy kontaktowe grupy oraz hasło Chciałbym kupić hawajską gitarę i odzew Gitarę byśmy mieli ale nie hawajską, jest z Tahiti. Dowódca Silver-A Alfréd Bartoš powierzył zadanie odnalezienia kolegów Josefowi Valčíkowi, ale poszukiwania nie przyniosły rezultatu.
Zemek i Škacha udali się pod adresy kontaktowe, ale wszystkie okazały się spalone. Ukryli się więc u krewnych Zemka w Kolínie i bezskutecznie próbowali nawiązać kontakt z ruchem oporu. Gdy w 1942 na ich trop trafiło gestapo zaczęli znów uciekać. Ukrywali się w Brnie, ale gestapo wciąż deptało im po piętach. 22 grudnia 1944 agentom udało się odnaleźć Škachę ale w porę uciekł. Po strzelaninie, w której został ciężko ranny został aresztowany dopiero 3 stycznia 1945. Wysłano go do obozu koncentracyjnego Flossenbürg, w którym przebywał do końca wojny. 
Zemek ukrywał się w Osvětimanach w pobliżu miasta Kyjova. W marcu 1945 dołączył do partyzantów, z którymi wziął udział w kilku akcjach bojowych.